# VivaAerobus
VivaAerobus – meksykańska tania linia lotnicza z siedzibą w Monterrey. Głównym hubem jest port lotniczy Monterrey.
Agencja ratingowa Skytrax przyznała linii dwie gwiazdki.

## Flota
Według stanu na maj 2025 flota VivaAerobus składała się ze 115 samolotów o średnim wieku 7,8 lat:
| Samolot         | Samolot | Samolot   | Liczba miejsc | Liczba miejsc | Uwagi |
| Model           | Aktywne | Zamówione | E             | Łącznie       | Uwagi |
| --------------- | ------- | --------- | ------------- | ------------- | ----- |
| Airbus A320-200 | 44      | -         | 180           | 180           |       |
| Airbus A320neo  | 30      | 1         | 186           | 186           |       |
| Airbus A321-200 | 10      | 1         | 220           | 220           |       |
| Airbus A321neo  | 31      | 2         | 240           | 240           |       |
| Łącznie         | 115     | 4         |               |               |       |

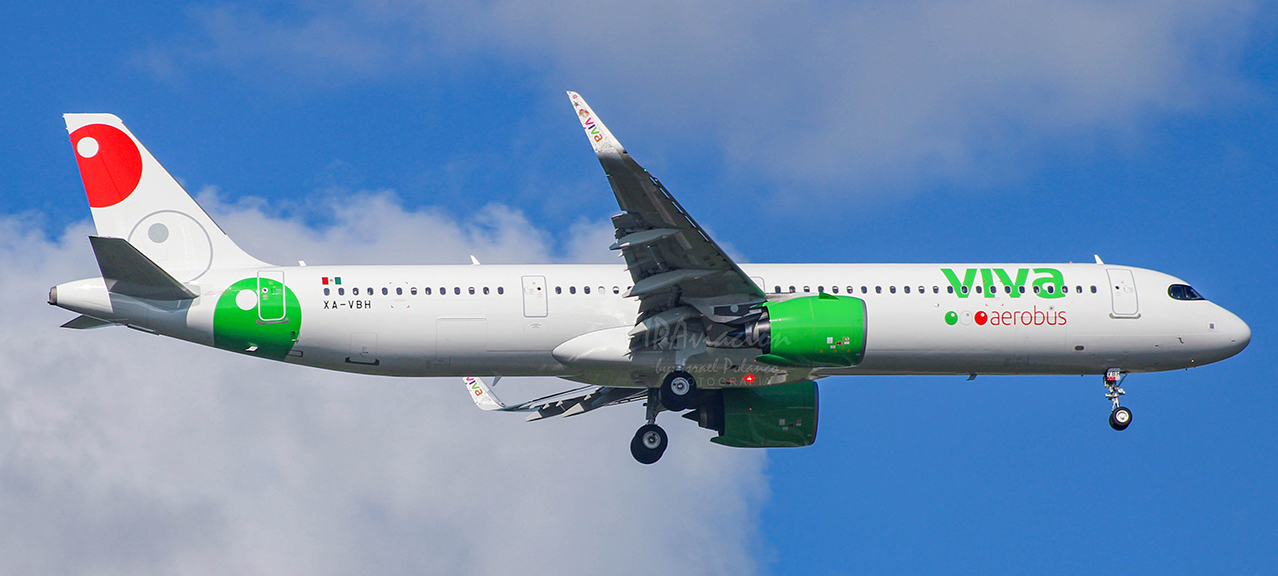
Airbus A321neo w barwach linii VivaAerobus
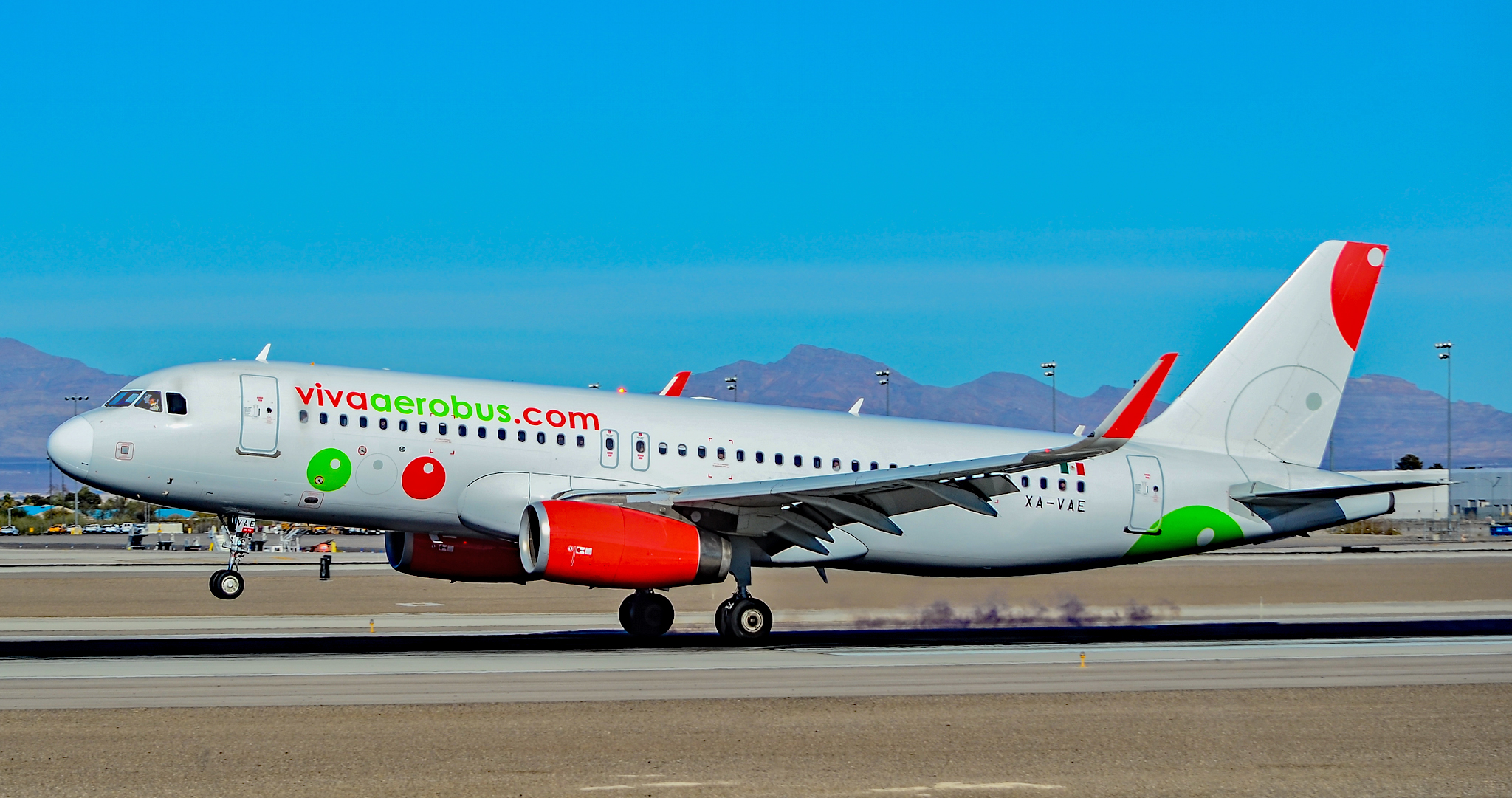
Airbus A320-200 startujący z lotniska w Las Vegas